# Ingeborg ten Haeff
Ingeborg ten Haeff (* 31. Juli 1915 in Düsseldorf; † 21. Mai 2011 in New York City) war eine deutsche Malerin und Zeichnerin.

## Werdegang
Ingeborg ten Haeff wurde als Tochter von Emmy Lindenberg und Hugo ten Haeff in Düsseldorf geboren, wuchs jedoch seit ihrer frühen Kindheit in Wesel am Niederrhein auf. 1928 zog sie nach Berlin und studierte dort von 1933 bis 1940 Gesang. Sie lernte dort ihren ersten Ehemann Lutero Vargas kennen, damals Medizinstudent und Sohn des brasilianischen Präsidenten Getúlio Vargas. Gemeinsam zogen sie 1940 nach Rio de Janeiro, heirateten und bekamen eine Tochter. In Brasilien lernte sie beim polnischen Bildhauer August Zamoyski. 1944 kam es zur Trennung von Vargas und infolgedessen zu ihrer erzwungenen Ausreise über die Schweiz nach New York City.
Ten Haeff blieb dauerhaft in New York City, wo sie eine Arbeit als Kunsthändlerin aufnahm. 1948 heiratete sie den Stadtplaner Paul Lester Wiener (1895–1967) und nach dessen Tod schließlich 1969 den Slawisten John Lawrence Githens. Unter Anleitung der Kunstprofessorin Elsa Tennhardt begann sie 1957 ihre künstlerische Karriere als Malerin und Zeichnerin. Sie widmete sich verschiedenen Gegenständen, arbeitete aber vor allem an menschlichen Darstellungen. Ten Haeff unternahm zahlreiche Reisen in der Welt und war in ihrem New Yorker Umfeld mit vielen bekannten Künstlern und Schriftstellern befreundet. Zugleich verblieb sie in Kontakt zu ihrer deutschen Heimat und nahm 2006 in hohem Alter an einer Ausstellungseröffnung über ihre Kunst in ihrer früheren Heimatstadt Wesel teil. Die Künstlerin starb 2011 im Alter von 95 Jahren in New York City.